# Mycomya insignis
Mycomya insignis är en tvåvingeart som först beskrevs av Johannes Winnertz 1863.  Mycomya insignis ingår i släktet Mycomya, och familjen svampmyggor. Arten är reproducerande i Sverige.